# توم فرينش
توم فرينش (بالإنجليزية: Tom French)‏ هو سياسي بريطاني، ولد في 1934.